# 日本陸上競技選手権リレー競技大会
日本陸上競技選手権リレー競技大会（にほんりくじょうきょうぎせんしゅけんリレーきょうぎたいかい）は日本陸上競技選手権大会のリレー種目が開催される陸上競技大会であり、男女4×100m・4×400mの4種目が実施される。主催は日本陸上競技連盟である。1981年（昭和56年）の第65回大会までは日本陸上競技選手権大会と一体的に実施されていたが、近年は他のトラック・フィールド種目と分離開催となり、時期や会場を違えて例年10月に実施されている。

## 沿革
1913年（大正2年）11月に陸軍戸山学校において第1回大会が開催された。大日本体育協会が主催し全国陸上競技大会と名づけられ、他の種目と同様に男子のみの開催であった。リレー種目は4×100mが実施されて東大OB組が初年度の優勝を飾っている。その後4×270m、4×220ヤード、1マイルリレーへの種目変更を経たが、1920年（大正9年）の第8回大会より4×100m・4×400mの2種目が実施されるようになった。第10回大会から第15回大会までは4×200mの種目設定があった。1921年（大正10年）に全日本陸上競技選手権大会への名称変更がなされた。
1925年（大正14年）に大日本陸上競技連盟が成立し、この年の第12回大会から他のトラック種目と同様に女子の競技が開始した。初年度は4×50m・4×100mの2種目が実施された。4×100mでは寺尾正・文姉妹を擁した東京府立第一高等女学校の学生チームであるアルモンドが優勝を飾った。1934年（昭和9年）の第21回大会以降は4×50mに替えて4×200mが設定されたが、こちらは第23回大会までの3回と第29回大会以降実施されなくなった。
第二次世界大戦による中断を経て戦後に日本陸上競技連盟の組織が再生された後、大会が日本陸上競技選手権大会の名のもと復活した。以降男子4×100m・4×400m、女子4×100mの3種目が行なわれた。1970年（昭和45年）の第54回大会から女子4×400mが追加され、男女4×100m・4×400mの4種目が実施される形が整った。
歴代の総合成績では、早稲田大学が男子4×100mにおいて第81回-第90回の10連覇を含む21度の優勝を飾っている。女子4×100mでは埼玉栄高等学校が高校生ながら4度の優勝を果たした。女子4×400mは1980年以降東京女子体育大学が多くの優勝を重ねた。1990年代後半からは川本和久が指導する福島大学およびナチュリルが、4×100m含めた女子2種目で圧倒的な成績を残した。
2006年から2017年までは10月下旬にジュニアオリンピック陸上競技大会と併せて横浜国際総合競技場で開催されている。2003年から2005年までは10月上旬に群馬リレーカーニバルと併せて敷島公園陸上競技場で開催されていた。
2018年からは開催地を北九州市立本城陸上競技場に移されることになった。

## 大会一覧
| 回数    | 開催時期               | 開催会場                           |
| ------- | ---------------------- | ---------------------------------- |
| 第1回   | 1913年11月1日-2日      | 陸軍戸山学校                       |
|         |                        |                                    |
| 第71回  | 1987年9月23日          | 国立競技場                         |
| 第72回  | 1988年10月29日-30日    | 国立競技場                         |
| 第73回  | 1989年10月21日-22日    | 国立競技場                         |
| 第74回  | 1990年9月15日          | 国立競技場                         |
| 第75回  | 1991年10月26日-27日    | 国立競技場                         |
| 第76回  | 1992年10月10日-11日    | 国立競技場                         |
| 第77回  | 1993年10月16日         | 国立競技場                         |
| 第78回  | 1994年11月5日-6日      | 国立競技場                         |
| 第79回  | 1995年10月28日-29日    | 国立競技場                         |
| 第80回  | 1996年10月26日-27日    | 国立競技場                         |
| 第81回  | 1997年10月11日-12日    | 国立競技場                         |
| 第82回  | 1998年10月17日-18日    | 国立競技場                         |
| 第83回  | 1999年10月16日-17日    | 横浜国際総合競技場                 |
| 第84回  | 2000年10月28日-29日    | 横浜国際総合競技場                 |
| 第85回  | 2001年10月27日-28日    | 横浜国際総合競技場                 |
| 第86回  | 2002年10月26日-27日    | 横浜国際総合競技場                 |
| 第87回  | 2003年10月11日-12日    | 敷島公園陸上競技場                 |
| 第88回  | 2004年10月10日         | 敷島公園陸上競技場                 |
| 第89回  | 2005年10月8日-9日      | 敷島公園陸上競技場                 |
| 第90回  | 2006年10月27日-29日    | 横浜国際総合競技場                 |
| 第91回  | 2007年10月26日-28日    | 横浜国際総合競技場                 |
| 第92回  | 2008年10月24日-26日    | 横浜国際総合競技場                 |
| 第93回  | 2009年10月23日-25日    | 横浜国際総合競技場                 |
| 第94回  | 2010年10月22日-24日    | 横浜国際総合競技場                 |
| 第95回  | 2011年10月28日-30日    | 横浜国際総合競技場                 |
| 第96回  | 2012年10月26日-28日    | 横浜国際総合競技場                 |
| 第97回  | 2013年10月25日-27日    | 横浜国際総合競技場                 |
| 第98回  | 2014年10月31日-11月2日 | 横浜国際総合競技場                 |
| 第99回  | 2015年10月23日-25日    | 横浜国際総合競技場                 |
| 第100回 | 2016年10月28日-30日    | 横浜国際総合競技場                 |
| 第101回 | 2017年10月27日-29日    | 横浜国際総合競技場                 |
| 第102回 | 2018年10月27日-28日    | 北九州市立本城陸上競技場           |
| 第103回 | 2019年10月26日-27日    | 北九州市立本城陸上競技場           |
| 第104回 | 2020年10月15日-17日    | 横浜国際総合競技場                 |
| 第105回 | 中止                   | 愛媛県総合運動公園陸上競技場       |
| 第106回 | 2022年10月1日-2日      | 国立競技場                         |
| 第107回 | 2023年10月7日-8日      | 国立競技場                         |
| 第108回 | 2024年10月5日-6日      | 国立競技場                         |
| 第109回 | 2025年7月12日-13日     | 岐阜メモリアルセンター長良川競技場 |

## 大会記録

### 男子
| 種目    | 記録      | 所属名   | 選手名                                   | 記録年度         |
| ------- | --------- | -------- | ---------------------------------------- | ---------------- |
| 4×100mR | 38秒79    | 法政大学 | 西垣佳哉, 大瀬戸一馬, 矢野琢斗, 長田拓也 | 第99回（2015年） |
| 4×400mR | 3分05秒02 | 中央大学 | 加瀬宏二郎, 飯塚翔太, 木村淳, 鬼塚祐志   | 第95回（2011年） |

### 女子
| 種目    | 記録      | 所属名   | 選手名                                       | 記録年度         |
| ------- | --------- | -------- | -------------------------------------------- | ---------------- |
| 4×100mR | 44秒37    | 東邦銀行 | 佐藤真有, 千葉麻美, 青木沙弥佳, 渡辺真弓     | 第96回（2012年） |
| 4×400mR | 3分34秒70 | 福島大学 | 渡辺なつみ, 丹野麻美, 青木沙弥佳, 金田一菜可 | 第91回（2007年） |

## 歴代優勝一覧

### 男子4×100m
1912年第1回大会より実施。実施距離が異なる種目変更を経た後、第8回大会以降継続して実施されている。
| 回  | 所属         | 選手                                       | 記録  | 備考   |
| --- | ------------ | ------------------------------------------ | ----- | ------ |
| 71  | 中京大学     | 青戸慎司, 市川武志, 明星光信, 笠原隆弘     | 40.08 |        |
| 72  | 法政大学     | 小高, 増川邦明, 名倉雅弥, 不破弘樹         | 40.61 |        |
| 73  | 日本大学     | 木内雅人, 中道貴之, 田中, 奥山義行         | 39.78 |        |
| 74  | 東海大学     | 杉村文孝, 堀内雅人, 伊東浩司, 米沢昌宏     | 40.19 |        |
| 75  | 日本大学     | 宮田英明, 中道貴之, 奥山義行, 井上悟       | 39.35 | 学生新 |
| 76  | 大阪高等学校 | 青山正一, 三上尚晃, 鎌谷, 中井義人         | 40.51 | 高校新 |
| 77  | 日本体育大学 | 増田, 伊藤, 窪田慎, 沖原一光               | 40.28 |        |
| 78  | 日本体育大学 | 松尾, 増田, 窪田慎, 沖原一光               | 40.26 |        |
| 79  | 京都産業大学 | 黒川真郷, 東山義徳, 河邉崇雄, 小坂田淳     | 39.95 |        |
| 80  | 順天堂大学   | 黒沢真也, 井出俊也, 伊藤辰哉, 吉田尚亮     | 40.46 |        |
| 81  | 早稲田大学   | 鍛冶健太郎, 馬塚貴弘, 田村和宏, 高橋和裕   | 39.47 |        |
| 82  | 早稲田大学   | 小島茂之, 馬塚貴弘, 高橋和裕, 中川博文     | 39.47 |        |
| 83  | 早稲田大学   | 佐藤真太郎, 小島茂之, 田村和宏, 中川博文   | 39.25 |        |
| 84  | 早稲田大学   | 佐藤真太郎, 中川博文, 田村和宏, 小島茂之   | 39.43 |        |
| 85  | 早稲田大学   | 穴井伸也, 小島茂之, 中川博文, 北村和也     | 39.43 |        |
| 86  | 早稲田大学   | 安川嘉亮, 北村和也, 大前祐介, 穴井伸也     | 39.31 |        |
| 87  | 早稲田大学   | 中川裕介, 野田浩之, 大前祐介, 相川誠也     | 39.16 |        |
| 88  | 早稲田大学   | 北村和也, 大前祐介, 中川裕介, 相川誠也     | 39.16 |        |
| 89  | 早稲田大学   | 森田行雄, 相川誠也, 野田浩之, 楊井佑輝緒   | 39.71 | [ 4 ]  |
| 90  | 早稲田大学   | 木村慎太郎, 相川誠也, 野田浩之, 木原博     | 39.32 |        |
| 91  | 筑波大学     | 品田直宏, 石塚祐輔, 安孫子充裕, 斎藤仁志   | 39.58 |        |
| 92  | 早稲田大学   | 江里口匡史, 木村慎太郎, 楊井佑輝緒, 木原博 | 38.97 | [ 5 ]  |
| 93  | 早稲田大学   | 小原真悟, 木原博, 梶将徳, 木村慎太郎       | 39.51 |        |
| 94  | 順天堂大学   | 草野誓也, 高瀬慧, 秋元延大, 川村卓也       | 39.28 | [ 6 ]  |
| 95  | 中央大学     | 畠山純, 飯塚翔太, 女部田亮, 木村淳         | 39.48 | [ 7 ]  |
| 96  | 早稲田大学   | 九鬼巧, 竹下裕希, 梶将徳, 三原浩幸         | 39.53 | [ 8 ]  |
| 97  | 早稲田大学   | 須田隼人, 九鬼巧, 竹下裕希, 欠畑岳         | 39.40 | [ 9 ]  |
| 98  | 法政大学     | 西垣佳哉, 大瀬戸一馬, 冨田智, 長田拓也     | 38.81 |        |
| 99  | 法政大学     | 西垣佳哉, 大瀬戸一馬, 矢野琢斗, 長田拓也   | 38.79 |        |
| 100 | 法政大学     | 勝瀬健大, 大瀬戸一馬, 矢野琢斗, 長田拓也   | 38.89 |        |
| 101 | 中央大学     | 川上拓也, 竹田一平, 大久保公彦, 染谷佳大   | 39.30 |        |
| 102 | 大東文化大学 | 霜鳥佑, 白石黄良々, 安田圭吾, 高橋雄樹     | 39.29 |        |

### 男子4×400m
1916年第4回大会より実施。実施距離が異なる種目変更を経た後、第9回大会以降継続して実施されている。
| 回 | 所属                     | 選手                                     | 記録    | 備考   |
| -- | ------------------------ | ---------------------------------------- | ------- | ------ |
| 71 | 日本大学                 | 伊藤, 安達, 鮓本英治, 井部誠一           | 3.10.19 |        |
| 72 | 日本大学                 | 石毛, 伊藤, 木内雅人, 井部誠一           | 3.16.31 |        |
| 73 | 日本大学                 | 渡辺, 井部誠一, 原口, 奥山義行           | 3.09.45 |        |
| 74 | 筑波大学                 | 豊田佳人, 山本, 田成, 小森勝             | 3.08.59 |        |
| 75 | 中央大学                 | 谷脇啓司, 本郷高明, 臼田正幸, 山井栄一   | 3.08.92 |        |
| 76 | 法政大学                 | 林弘幸, 国井, 小高, 蒔田隆弘             | 3.09.98 |        |
| 77 | 法政大学                 | 小林, 長田, 小野友誠, 林弘幸             | 3.10.05 |        |
| 78 | 中京大学附属中京高等学校 | 草場聡, 岩崎万知, 中西敏之, 伊藤拓馬     | 3.14.92 |        |
| 79 | 順天堂大学               | 森山健, 佐藤, 呉村成夫, 木宮             | 3.11.77 |        |
| 80 | 順天堂大学               | 森山健, 呉村成夫, 佐藤, 目黒武志         | 3.12.60 |        |
| 81 | 法政大学                 | 為末大, 鈴木伸幸, 山口隆史, 相澤利仁     | 3.08.53 |        |
| 82 | 日本体育大学             | 高橋伸明, 小川将司, 榛葉正樹, 松延修     | 3.08.90 |        |
| 83 | 同志社大学               | 熊谷太郎, 山口和彦, 笹井潤一, 森田真治   | 3.10.04 |        |
| 84 | 西濃運輸                 | 鈴木伸幸, 渡邉孝光, 国重健二, 谷田泰平   | 3.10.04 |        |
| 85 | 順天堂大学               | 橋本正樹, 千田哲也, 千葉佳裕, 田中貴仁   | 3.10.32 |        |
| 86 | 富士通                   | 千葉佳裕, 藤本俊之, 山村貴彦, 邑木隆二   | 3.06.87 |        |
| 87 | 東海大学                 | 太田和憲, 富樫英雄, 西埜翼, 山口有希     | 3.05.95 |        |
| 88 | 日本体育大学             | 樋口信吾, 正川雄一, 秋山真治, 堀籠佳宏   | 3.09.19 |        |
| 89 | 筑波大学                 | 長谷川充, 庄形和也, 荒川勇希, 成迫健児   | 3.06.79 | [ 10 ] |
| 90 | 筑波大学                 | 斎藤仁志, 岩瀧佑貴, 長谷川充, 成迫健児   | 3.08.87 |        |
| 91 | 日本体育大学             | 木村大輔, 菅原康裕, 吉成俊, 正川雄一     | 3.09.54 |        |
| 92 | 筑波大学                 | 清田将史, 渡邉諒, 伊藤森太郎, 石塚祐輔   | 3.08.57 | [ 5 ]  |
| 93 | 順天堂大学               | 松尾修平, 若菜優太, 大岐亮平, 高瀬慧     | 3.09.37 |        |
| 94 | 早稲田大学               | 小西志朗, 中村達郎, 牧野武, 浦野晃弘     | 3.07.56 | [ 6 ]  |
| 95 | 中央大学                 | 加瀬宏二郎, 飯塚翔太, 木村淳, 鬼塚祐志   | 3.05.02 | [ 7 ]  |
| 96 | 早稲田大学               | 牧野武, 竹下裕希, 浦野晃弘, 野澤啓佑     | 3.07.08 | [ 11 ] |
| 97 | 早稲田大学               | 木村賢太, 愛敬彰太郎, 野澤啓佑, 佐藤拓也 | 3.08.64 | [ 12 ] |
| 98 |                          |                                          |         |        |
| 99 |                          |                                          |         |        |

### 女子4×100m
1925年第12回大会より実施、以降継続して実施されている。
| 回 | 所属                 | 選手                                       | 記録  | 備考   |
| -- | -------------------- | ------------------------------------------ | ----- | ------ |
| 71 | 埼玉栄高等学校       | 忠, 染谷早苗, 菅野, 関口                   | 46.61 | 高校新 |
| 72 | 東京女子体育大学     | 千葉, 小野冨美子, 松尾, 畠山               | 46.96 |        |
| 73 | 大阪体育大学         | 古一, 北川政代, 山田文江, 北田敏恵         | 46.98 |        |
| 74 | 埼玉栄高等学校       | 森美加, 柿沼和恵, 山本恵美子, 熊田恭子     | 46.14 | 高校新 |
| 75 | 日本大学山形高等学校 | 村山, 瀬野, 庄司奈実, 茂木麻子             | 46.53 |        |
| 76 | 埼玉栄高等学校       | 長島美佳, 本山恵子, 秦玲子, 柿沼和恵       | 45.72 | 高校新 |
| 77 | 埼玉栄高等学校       | 長島美佳, 本山恵子, 秦玲子, 森本明子       | 46.03 |        |
| 78 | 福岡大学             | 杉園美和, 井口由吏, 阿部祥子, 長野智佳     | 46.15 |        |
| 79 | 日本女子体育大学     | 木村信江, 長島麻美, 長谷部文香, 山田麻記子 | 45.78 |        |
| 80 | 日本女子体育大学     | 八下田倫子, 伊藤潔, 長谷部文香, 長島麻美   | 46.45 |        |
| 81 | 三英社               | 鈴木美恵, 藤井由香, 高島三幸, 長島麻美     | 45.82 |        |
| 82 | 早稲田大学           | 保井明子, 清水都, 岡本周子, 信岡沙希重     | 46.17 |        |
| 83 | 早稲田大学           | 保井明子, 高野香織, 岡本周子, 信岡沙希重   | 45.62 |        |
| 84 | 福島大学             | 池田久美子, 茂木智子, 廣田有希子, 二瓶秀子 | 46.14 |        |
| 85 | 福島大学             | 坂水千恵, 高橋香縫, 久保倉里美, 木田真有   | 47.10 |        |
| 86 | 福島大学             | 久保倉里美, 高橋香縫, 木田真有, 池田久美子 | 46.08 |        |
| 87 | 福島大学             | 久保倉里美, 栗本佳世子, 長島夏子, 渡辺真弓 | 46.08 |        |
| 88 | 福島大学             | 久保倉里美, 高橋香縫, 栗本佳世子, 丹野麻美 | 45.83 |        |
| 89 | 福島大学             | 長島夏子, 栗本佳世子, 松田薫, 渡辺真弓     | 45.62 | [ 13 ] |
| 90 | 福島大学             | 熊谷史子, 丹野麻美, 松田薫, 栗本佳世子     | 44.80 |        |
| 91 | ナチュリル           | 長島夏子, 栗本佳世子, 木田真有, 渡辺真弓   | 45.35 |        |
| 92 | ナチュリル           | 渡辺真弓, 栗本佳世子, 松田薫, 丹野麻美     | 44.75 | [ 5 ]  |
| 93 | ナチュリル           | 佐藤真有, 渡辺真弓, 栗本佳世子, 丹野麻美   | 44.83 |        |
| 94 | ナチュリル           | 佐藤真有, 千葉麻美, 青木沙弥佳, 渡辺真弓   | 44.59 | 大会新 |
| 95 | 北海道ハイテクAC     | 熊谷史子, 北風沙織, 野村有香, 福島千里     | 44.64 | [ 7 ]  |
| 96 | 東邦銀行             | 佐藤真有, 千葉麻美, 青木沙弥佳, 渡辺真弓   | 44.37 | 大会新 |
| 97 | 東邦銀行             | 吉田真希子, 千葉麻美, 青木沙弥佳, 渡辺真弓 | 45.49 | [ 15 ] |
| 98 |                      |                                            |       |        |
| 99 |                      |                                            |       |        |

### 女子4×400m
1970年第54回大会より実施、以降継続して実施されている。
| 回 | 所属             | 選手                                         | 記録    | 備考     |
| -- | ---------------- | -------------------------------------------- | ------- | -------- |
| 71 | 東京女子体育大学 | 鈴木, 本多, 小田嶋ひとみ, 小野冨美子         | 3.43.48 |          |
| 72 | 東京女子体育大学 | 小野冨美子, 松尾, 伊東, 本多                 | 3.49.27 |          |
| 73 | 日本女子体育大学 | 長谷川, 小山, 阿部, 田中                     | 3.44.96 |          |
| 74 | 埼玉栄高等学校   | 藤森亜希子, 堤文子, 高野麻美, 徳田由美子     | 3.45.14 | 高校最高 |
| 75 | 東京女子体育大学 | 藤沢, 吉成, 渡辺, 原田                       | 3.43.95 |          |
| 76 | 東京女子体育大学 | 藤沢, 前田, 渡辺, 原田                       | 3.44.29 |          |
| 77 | 東京女子体育大学 | 渡辺, 矢田部, 前田, 宮地亜由美               | 3.43.43 |          |
| 78 | 中央大学         | 横山公子, 徳田由美子, 森本惠理, 柿沼和恵     | 3.42.90 |          |
| 79 | 東京女子体育大学 | 早坂家恵, 玉手由子, 宮地亜由美, 河田         | 3.40.43 |          |
| 80 | 七十七銀行       | 長岡一枝, 佐々木美佳, 小林真由美, 山田麻記子 | 3.40.90 |          |
| 81 | 中央大学         | 砂押里奈, 丸尾由佳, 山田桂子, 早福弥美       | 3.44.42 |          |
| 82 | 東海大学         | 三浦麻理子, 青木真理子, 土屋那弥, 石黒応貴   | 3.42.48 |          |
| 83 | 七十七銀行       | 後藤由佳, 大草美由紀, 矢野加奈子, 神田めぐみ | 3.44.62 |          |
| 84 | 福島大学         | 廣田有希子, 二瓶秀子, 茂木智子, 吉田真希子   | 3.45.14 |          |
| 85 | 福島大学         | 久保倉里美, 原田真理子, 坂水千恵, 木田真有   | 3.41.84 |          |
| 86 | 福島大学         | 久保倉里美, 坂水千恵, 竹内昌子, 木田真有     | 3.38.05 |          |
| 87 | 福島大学         | 久保倉里美, 竹内昌子, 坂水千恵, 木田真有     | 3.38.60 |          |
| 88 | 福島大学         | 丹野麻美, 久保倉里美, 坂水千恵, 木田真有     | 3.36.73 |          |
| 89 | 福島大学         | 金田一菜可, 丹野麻美, 栗本佳世子, 青木沙弥佳 | 3.38.36 | [ 16 ]   |
| 90 | 福島大学         | 木田真有, 久保倉里美, 松田薫, 丹野麻美       | 3.36.93 |          |
| 91 | 福島大学         | 渡辺なつみ, 丹野麻美, 青木沙弥佳, 金田一菜可 | 3.34.70 | [ 17 ]   |
| 92 | ナチュリル       | 木田真有, 吉田真希子, 松田薫, 丹野麻美       | 3.38.13 | [ 5 ]    |
| 93 | ナチュリル       | 佐藤真有, 渡辺真弓, 丹野麻美, 青木沙弥佳     | 3.37.67 |          |
| 94 | ナチュリル       | 青木沙弥佳, 佐藤真有, 吉田真希子, 千葉麻美   | 3.37.43 | [ 6 ]    |
| 95 | 東大阪大学       | 正垣知保里, 新宮美歩, 上山美紗喜, 三木汐莉   | 3.37.42 | [ 7 ]    |
| 96 | 東邦銀行         | 青木沙弥佳, 渡辺真弓, 千葉麻美, 佐藤真有     | 3.35.90 | [ 18 ]   |
| 97 | 浜松市立高等学校 | 大竹佑奈, 松本奈菜子, 建部カオリ, 杉浦はる香 | 3.40.20 | [ 19 ]   |
| 98 |                  |                                              |         |          |
| 99 |                  |                                              |         |          |